# Kläppsjön, Ångermanland
Kläppsjön är en sjö i Sollefteå kommun i Ångermanland och ingår i Ångermanälvens huvudavrinningsområde. Sjön är 21 meter djup, har en yta på 1,28 kvadratkilometer och är belägen 264 meter över havet. Sjön avvattnas av vattendraget Kläppsjöbäcken. Vid provfiske har abborre, gers, gädda och mört fångats i sjön.

## Delavrinningsområde
Kläppsjön ingår i det delavrinningsområde (706467-157065) som SMHI kallar för Utloppet av Kläppsjön. Medelhöjden är 313 meter över havet och ytan är 10,27 kvadratkilometer. Det finns inga avrinningsområden uppströms utan avrinningsområdet är högsta punkten. Kläppsjöbäcken som avvattnar avrinningsområdet har biflödesordning 2, vilket innebär att vattnet flödar genom totalt 2 vattendrag innan det når havet efter 148 kilometer. Avrinningsområdet består mestadels av skog (67 procent). Avrinningsområdet har 1,25 kvadratkilometer vattenytor vilket ger det en sjöprocent på 12,2 procent.